# Dominik Javorček
Dominik Javorček (* 2. November 2002 in Bojnice) ist ein slowakischer Fußballspieler.

## Karriere

### Verein
Nach seinen Anfängen in der Jugend bei MŠK Žilina wechselte Javorček im Sommer 2020 in die Herrenabteilung des MŠK Žilina. Für seinen Verein bestritt er 64 Spiele in der ersten slowakischen Liga, bei denen ihm insgesamt fünf Tore gelangen. Außerdem bestritt er 20 Spiele in der zweiten slowakischen Liga für die B Mannschaft von MŠK Žilina, bei denen ihm insgesamt ein Tor gelangen. 
Im Sommer 2024 wechselte er auf Leihbasis für eine Saison zum Erstligisten Holstein Kiel.

### Nationalmannschaft
Javorček bestritt in seiner bisherigen Karriere bisher sechs Partien für die U-17 der slowakischen Fußballnationalmannschaft, vier Partien für die U-18 der slowakischen Fußballnationalmannschaft, eine Partie für die U-19 der slowakischen Fußballnationalmannschaft sowie 15 Partien für die U-21 der slowakischen Fußballnationalmannschaft.